# 台灣大賽
台灣大賽（Taiwan Series）即中華職棒的總冠軍賽，1990年開始舉行，當年稱為中華大賽，但隔年即不再使用，2003年中華職棒與台灣大聯盟合併，在年度總冠軍賽開打之前，中華職棒認為隨著台灣職棒在國際能見度漸高，有必要和其他國家一樣取一個響亮且能代表比賽意義的名稱，因此於10月5日將總冠軍戰命名為台灣大賽。自2005年至2013年，在台灣大賽獲勝的球隊可代表中職參加亞洲職棒大賽。

## 比賽方式

### 過去賽制
1990年～1997年
上下半季為不同球隊時：舉行7戰4勝制的台灣大賽。由上半季冠軍取得1、3、5、7場次後攻，下半季冠軍隊伍2、4、6場次後攻。比賽場地由聯盟安排。
1990到1992年間上、下半季冠軍為同一球隊：該隊即為當然的總冠軍，在以同樣7戰4勝制的金冠軍挑戰賽獲勝後，將取得「金冠軍」頭銜，不再舉行台灣大賽。除了職棒三年曾舉行過金冠軍挑戰賽，之後便取消金冠軍挑戰賽賽制。
1993年～1995年間上、下半季冠軍為同一球隊：該隊即為當然的總冠軍，取消台灣大賽，改舉行表演賽性質的挑戰盃。
1996年～1997年間上、下半季冠軍為同一球隊，將取得台灣大賽一場勝利優勢，迎戰全年度球季賽第二名球隊。
1997年開始採用2-3-2後攻比賽場次，由上半季冠軍球隊擔任1、2、6、7場次後攻球隊並決定比賽場地，下半季冠軍球隊則於3、4、5場次後攻並決定比賽場地。
1998年～1999年
1997年台灣大賽，由上半季冠軍時報鷹（年度第六、下半季墊底）對決下半季冠軍味全龍（年度第四、上半季墊底），但年度第1名統一獅、年度第2名三商虎和年度第3名兄弟象全都無緣季後賽，因此聯盟決議實施單一球季。
- 季冠軍球隊成為當然種子球隊，直接晉級7戰4勝制的台灣大賽。
- 年度戰績第2、3名先進行3戰2勝制的季後挑戰賽。

1998牛龍台灣大賽首度(也是唯一一次)採用2-2-1-1-1主場制，由年度球季賽第一名興農牛隊取得1、2、5、7場次主場。
2000年～2004年
因味全龍、三商虎相繼解散，僅剩四隊，改回上下半季制。
- 上、下半季冠軍為相同球隊時，季冠軍球隊取得一場保送勝，迎戰球季賽第二名球隊的挑戰。

2003年台灣大聯盟與中華職棒合併，金剛與太陽兩支新軍加入中職，正式取名為台灣大賽(Taiwan Series)採用2-3-2主場模式，開始由年度球季賽最佳球隊擔任1、2、6、7場次擔任主場，另一支台灣大賽球隊則於3、4、5場擔任主場。
2004年下半季兄弟象勝場數多於興農牛一場，但勝率以0.003之差痛失四連霸機會，聯盟決議於隔年改變賽制。
2005年～2008年
中華職棒聯盟於2005年對季後賽做出重大調整，其中最大的改變是增加「外卡」球隊的設置。
- 上半季冠軍與下半季冠軍不同球隊時：

比較全年勝率，較優者直接晉級七戰四勝制的台灣大賽，並享有台灣大賽主場優勢。
「外卡」球隊先與全年勝率較差的季冠軍球隊進行「季後挑戰賽」（兩支季冠軍球隊以外的其他球隊中，戰績最佳的球隊為「外卡」球隊）。
- 上下半季冠軍為相同球隊時（當然年度勝率第一）：

直接晉級七戰四勝制的台灣大賽，並享有總冠軍賽主場優勢。
全季勝率第二名與第三名球隊將進行季後挑戰賽採五戰三勝制，並由年度戰績第2名享有主場優勢。
2005年與2006年，包辦上下半季冠軍或取得季冠軍且年度勝率第一球隊享有3-2-2主場優勢，G1到G3連打三場主場。
2007年與2008年，改回2-3-2主場賽制。
2009年～2021年
因應隊數縮減為4隊（2021年味全龍回歸 增為5隊），外卡球隊會隨實際戰績情形而產生，不一定每年皆會出現：
- 上、下半季冠軍不同球隊時，而其中一隊為年度第一時：

直接進行七戰四勝制的台灣大賽，全年勝率較高者享有台灣大賽第1、2、6、7場主場優勢。
- 上、下半季冠軍相同球隊時：

該球隊直接進打入台灣大賽，並保送一勝，且享有台灣大賽主場第1、2、5、6場優勢（因保送一勝，故只安排六場） 。
將由全季勝率第二名與第三名球隊進行「季後挑戰賽」
- 全年度勝率第一名球隊未取得上下半季任一球季冠軍時[4]：

奪得冠軍的兩隊中，全年勝率較高之球隊直接進打入台灣大賽，並享有台灣大賽第1、2、6、7場主場優勢。
全季勝率較低之球隊，與全季勝率第一之「外卡」球隊，進行「季後挑戰賽」。全年勝率第一需單獨領先，2019年富邦悍將與上半季冠軍Lamigo桃猿並列第一，無緣季後賽。

### 現行賽制
2022年～
2022年起，由於隊伍數量相繼增加（2021年增加味全龍、2024年增加台鋼雄鷹），加上為了防止原先賽制導致季賽排名第三球隊在例行賽的最終數場可以靠輸球使上季冠軍包辦下季冠軍來獲得晉級季後賽的資格，而改回2005年的制度，但就季後挑戰賽做調整使半季冠軍保有優勢。
- 上半季冠軍與下半季冠軍為不同球隊時：

全年勝率較高之半季冠軍球隊直接晉級總冠軍賽，全年勝率較低之半季冠軍球隊以及其他隊伍中勝率最高之球隊將進行四戰三勝制季後挑戰賽，全年勝率較低之半季冠軍球隊可先取1勝並取得3場主場優勢，主場採取1-1-2形式，先取得3勝者晉級；全年勝率較高之半季冠軍球隊可在總冠軍賽取得5場主場優勢，主場從2-3-2改為2-2-3形式。
- 上半季冠軍與下半季冠軍為相同球隊時：

季後挑戰賽制比照過往，由全年勝率第二及第三之球隊對戰，進行五戰三勝制季後挑戰賽、主場採取2-2-1形式，全年勝率第二球隊取得3場主場優勢；包辦上、下半季冠軍可在總冠軍賽先取1勝並取得4場主場優勢，主場採取2-2-2形式。

## 歷年台灣大賽

### 常見的對戰組合
- 統一7-ELEVEn獅與中信兄弟（含前身兄弟象）：7次
  - 1993（兄弟象）、2001（兄弟象）、2008（統一7-ELEVEn獅）、2009（統一7-ELEVEn獅）、2020（統一7-ELEVEn獅）、2021（中信兄弟）、2024（中信兄弟）；兄弟4勝3敗。
- 統一7-ELEVEn獅與樂天桃猿（含前身La New熊與Lamigo桃猿）：5次
  - 2006（La New熊）、2007（統一獅）、2011（統一7-ELEVEn獅）、2012（Lamigo桃猿）、2018（Lamigo桃猿）；桃猿3勝2敗
- 中信兄弟與樂天桃猿（含前身Lamigo桃猿）：5次
  - 2014（Lamigo桃猿）、2015（Lamigo桃猿）、2017（Lamigo桃猿）、2019（Lamigo桃猿）、2022（中信兄弟）；桃猿4勝1敗
- 統一7-ELEVEn獅與富邦悍將（含前身興農牛與義大犀牛）：3次
  - 2000（統一獅）、2004（興農牛）、2013（統一7-ELEVEn獅）；獅2勝1敗
- 中信兄弟（含前身兄弟象）與富邦悍將（含前身興農牛與義大犀牛）：3次
  - 2003（兄弟象）、2010（兄弟象）、2016（義大犀牛）；兄弟2勝1敗

### 結果
- ○代表勝場，●代表敗場，☆代表「保送」勝。
- MVP由獲勝球隊的球員獲得，優秀球員由勝敗兩隊各一位球員獲得。
- 包辦上下半季冠軍，成為舊制中「當然的年度總冠軍」，故無台灣大賽：1992年兄弟象[5]、1994年兄弟象、1995年統一獅。
- 包辦上下半季冠軍，依照舊制聯盟規章規定，給予一場「保送」勝：2002年兄弟象、2017年Lamigo桃猿、2018年Lamigo桃猿。

| 年度   | 冠軍球隊            | 總教練     | MVP    | 對戰成績 | 勝敗表  | 落敗球隊       | 總教練   | 優秀球員       |    |
| ------ | ------------------- | ---------- | ------ | -------- | ------- | -------------- | -------- | -------------- | -- |
| 1990年 | 味全龍 (1)          | 宋宦勳     | 洪正欽 | 4勝2敗   | ○●○○●○  | 三商虎         | 林信彰   | 無             |    |
| 1991年 | 統一獅 (1)          | 鄭昆吉     | 羅敏卿 | 4勝3敗   | ●○●○○●○ | 味全龍         | 徐生明   | 無             |    |
| 1992年 | 兄弟象 (1)          | 森下正夫   | 無     | 無       | 無      | 無             | 無       | 無             | 無 |
| 1993年 | 兄弟象 (2)          | 山根俊英   | 洪一中 | 4勝2敗   | ○○●○●○  | 統一獅         | 鄭昆吉   | 陳義信、宋榮泰 |    |
| 1994年 | 兄弟象 (3)          | 山根俊英   | 無     | 無       | 無      | 無             | 無       | 無             | 無 |
| 1995年 | 統一獅 (2)          | 大石彌太郎 | 無     | 無       | 無      | 無             | 無       | 無             | 無 |
| 1996年 | 統一獅 (3)          | 大石彌太郎 | 郭進興 | 4勝2敗   | ○●○○●○  | 味全龍         | 徐生明   | 宋榮泰、黃文博 |    |
| 1997年 | 味全龍 (2)          | 徐生明     | 黃文博 | 4勝2敗   | ●●○○○○  | 時報鷹         | 林信彰   | 賈西、馬力安   |    |
| 1998年 | 味全龍 (3)          | 徐生明     | 許聖杰 | 4勝3敗   | ○●○●●○○ | 興農牛         | 王俊郎   | 黃煚隆、楓康   |    |
| 1999年 | 味全龍 (4)          | 徐生明     | 黃煚隆 | 4勝1敗   | ○○○●○   | 和信鯨         | 李來發   | 金德七、何紀賢 |    |
| 2000年 | 統一獅 (4)          | 曾智偵     | 羅敏卿 | 4勝3敗   | ○●○○●●○ | 興農牛         | 王俊郎   | 陳琦豐、勇壯   |    |
| 2001年 | 兄弟象 (4)          | 林易增     | 養父鐵 | 4勝3敗   | ○●●●○○○ | 統一獅         | 曾智偵   | 彭政閔、王傳家 |    |
| 2002年 | 兄弟象 (5)          | 林易增     | 陳致遠 | 4勝0敗   | ☆○○○    | 中信鯨         | 林仲秋   | 中込伸、童琮輝 |    |
| 2003年 | 兄弟象 (6)          | 林易增     | 陳致遠 | 4勝2敗   | ○●○○●○  | 興農牛         | 陳威成   | 彭政閔、曾華偉 |    |
| 2004年 | 興農牛 (1)          | 劉榮華     | 陽建福 | 4勝3敗   | ○○●●●○○ | 統一獅         | 謝長亨   | 飛勇、林鴻遠   |    |
| 2005年 | 興農牛 (2)          | 劉榮華     | 葉君璋 | 4勝0敗   | ○○○○    | 誠泰Cobras     | 郭泰源   | 戰玉飛、林英傑 |    |
| 2006年 | La New熊 (1)        | 洪一中     | 陳金鋒 | 4勝0敗   | ○○○○    | 統一獅         | 大橋穰   | 魔銳、林岳平   |    |
| 2007年 | 統一獅 (5)          | 呂文生     | 費古洛 | 4勝3敗   | ○○●○●●○ | La New熊       | 洪一中   | 劉芙豪、陳金鋒 |    |
| 2008年 | 統一7-ELEVEn獅 (6)  | 呂文生     | 海克曼 | 4勝3敗   | ●○●○○●○ | 兄弟象         | 王光輝   | 潘威倫、王金勇 |    |
| 2009年 | 統一7-ELEVEn獅 (7)  | 呂文生     | 海克曼 | 4勝3敗   | ○○●○●●○ | 兄弟象         | 中込伸   | 潘武雄、彭政閔 |    |
| 2010年 | 兄弟象 (7)          | 陳瑞振     | 麥格倫 | 4勝0敗   | ○○○○    | 興農牛         | 徐生明   | 張正偉、張建銘 |    |
| 2011年 | 統一7-ELEVEn獅 (8)  | 呂文生     | 王鏡銘 | 4勝1敗   | ○○●○○   | Lamigo桃猿     | 洪一中   | 張泰山、林泓育 |    |
| 2012年 | Lamigo桃猿 (2)      | 洪一中     | 林智勝 | 4勝1敗   | ○○●○○   | 統一7-ELEVEn獅 | 中島輝士 | 雷力、潘威倫   |    |
| 2013年 | 統一7-ELEVEn獅 (9)  | 陳連宏     | 高國慶 | 4勝0敗   | ○○○○    | 義大犀牛       | 曾智偵   | 坎諾、鄭達鴻   |    |
| 2014年 | Lamigo桃猿 (3)      | 洪一中     | 余德龍 | 4勝1敗   | ○○○●○   | 中信兄弟       | 謝長亨   | 藍寅倫、林煜清 |    |
| 2015年 | Lamigo桃猿 (4)      | 洪一中     | 林智勝 | 4勝3敗   | ○●●●○○○ | 中信兄弟       | 吳復連   | 王柏融、張正偉 |    |
| 2016年 | 義大犀牛 (3)        | 葉君璋     | 林哲瑄 | 4勝2敗   | ●●○○○○  | 中信兄弟       | 吳復連   | 林威廷、彭政閔 |    |
| 2017年 | Lamigo桃猿 (5)      | 洪一中     | 陳俊秀 | 4勝1敗   | ☆●○○○   | 中信兄弟       | 史耐德   | 林承飛、張志豪 |    |
| 2018年 | Lamigo桃猿 (6)      | 洪一中     | 陳俊秀 | 4勝2敗   | ☆○●●○○  | 統一7-ELEVEn獅 | 黃甘霖   | 林泓育、蘇智傑 |    |
| 2019年 | Lamigo桃猿 (7)      | 洪一中     | 林立   | 4勝1敗   | ○●○○○   | 中信兄弟       | 伯納     | 王躍霖、張志豪 |    |
| 2020年 | 統一7-ELEVEn獅 (10) | 林岳平     | 潘武雄 | 4勝3敗   | ○●●●○○○ | 中信兄弟       | 丘昌榮   | 布雷克、江坤宇 |    |
| 2021年 | 中信兄弟 (8)        | 林威助     | 詹子賢 | 4勝0敗   | ○○○○    | 統一7-ELEVEn獅 | 林岳平   | 德保拉、林安可 |    |
| 2022年 | 中信兄弟 (9)        | 林威助     | 岳政華 | 4勝0敗   | ○○○○    | 樂天桃猿       | 曾豪駒   | 福來喜、陳晨威 |    |
| 2023年 | 味全龍 (5)          | 葉君璋     | 徐若熙 | 4勝3敗   | ○●●○●○○ | 樂天桃猿       | 曾豪駒   | 伍鐸、朱育賢   |    |
| 2024年 | 中信兄弟 (10)       | 平野惠一   | 曾頌恩 | 4勝1敗   | ○●○○○   | 統一7-ELEVEn獅 | 林岳平   | 德保拉、林佳緯 |    |

## 各隊參與次數列表
| 球隊                                         | 參賽次數 | 奪冠 | 落敗 | 勝率 | 參賽年度                                                                                             |
| -------------------------------------------- | -------- | ---- | ---- | ---- | --- |
| 統一7-ELEVEn獅（統一獅）                     | 17       | 9    | 8    | .529 | 1991、1993、1996、2000、2001、2004、2006、2007、2008、2009、2011、2012、2013、2018、2020、2021、2024 |
| 中信兄弟（兄弟象）                           | 16       | 8    | 8    | .500 | 1993、2001、2002、2003、2008、2009、2010、2014、2015、2016、2017、2019、2020、2021、2022、2024       |
| 樂天桃猿（第一金剛、La New熊、Lamigo桃猿）   | 11       | 7    | 4    | .636 | 2006、2007、2011、2012、2014、2015、2017、2018、2019、2022、2023                                     |
| 味全龍                                       | 7        | 5    | 2    | .714 | 1990、1991、1996、1997、1998、1999、2023                                                             |
| 富邦悍將（俊國熊、興農熊、興農牛、義大犀牛） | 8        | 3    | 5    | .375 | 1998、2000、2003、2004、2005、2010、2013、2016                                                       |
| 台鋼雄鷹                                     | 0        | 0    | 0    | –    | |
| 中信鯨（和信鯨）                             | 2        | 0    | 2    | .000 | 1999、2002                                                                                           |
| 誠泰Cobras（誠泰太陽）                       | 1        | 0    | 1    | .000 | 2005                                                                                                 |
| 三商虎                                       | 1        | 0    | 1    | .000 | 1990                                                                                                 |
| 時報鷹                                       | 1        | 0    | 1    | .000 | 1997                                                                                                 |

備註：
- 灰色表示已解散球隊
- 藍粗體為奪冠年度
- 包辦上下半季冠軍，成為舊制中「當然的年度總冠軍」，故無台灣大賽：1992年兄弟象[5]、1994年兄弟象、1995年統一獅，故不列入其中。

## 外部連結
- （中文）台灣大賽
- 台灣大賽在台灣棒球維基館上的頁面（繁體中文）